# Born–Kármán-féle határfeltétel
A fizikában, azon belül is elsősorban a szilárdtestfizikában a Born–Kármán-féle határfeltétel egy periodikus határfeltétel. Jellemzően Bravais-rácsok elemi cellájára felírt hullámegyenlet megoldásakor alkalmazzák, ugyanis a határfeltétel periodicitása kifejezi azt, hogy magának a hullámegyenletnek is periodikusnak kell lennie az ideális kristályrácson.
Nevét Max Born német és Kármán Tódor magyar fizikusokról kapta.

## Matematikai leírása
A határfeltételt úgy határozták meg, hogy a hullámfüggvény értéke egy adott {\displaystyle \mathbf {r} } helyen megegyezik ezen helyvektor elemi rácsvektorok szerinti eltoltjai helyén felvett értékeivel, azaz a hullámfüggvény a rács periodicitását követi. Ez az alábbiak szerint írható fel:
{\textstyle \psi (\mathbf {r} +N_{i}\mathbf {a} _{i})=\psi (\mathbf {r} )},
ahol {\displaystyle \mathbf {r} } egy helyvektor az elemi cellában, N-ek egészek, {\textstyle \mathbf {a} _{i}}-k pedig a rács primitív bázisvektorai.

## Jelentősége
A Born–Kármán-határfeltétel segítségével garantálható, hogy a hullámfüggvény rácsperiodikus lesz. A szilárdtestfizika alapelvei közé tartozik, hogy egyes anyagok, így például kristályok makroszkopikus jellemzőinek magyarázata a mikroszerkezetben, például annak szimmetriaviszonyaiban, felépítésében, periodicitásában keresendő. Így például a szilárdtestek sávszerkezetében értelmezett sávelektronok viselkedésének leírásakor alkalmazzák. Segítségével magyarázhatók a szóródási folyamatok, az elektronok rácsbeli terjedése, a tiltott sáv, stb.